# 스코틀랜드의 왕실 문장
스코틀랜드의 왕실 문장은 1603년에 제정되었다.
금색 방패 안에는 두 개의 빨간색 얇은 테두리가 그려져 있으며 테두리 안쪽과 바깥쪽에는 빨간색 백합 여덟 송이가 장식되어 있다. 테두리 중앙에는 파란색 발톱과 혀를 가진 빨간색 사자가 그려져 있다.

## 갤러리